# Parabellumpistole
Die Parabellum-Pistole, auch Luger genannt, ist eine Selbstladepistole. Die 1908 im Deutschen Reich als Pistole 08 eingeführte Ordonnanzwaffe wurde vom Österreicher Georg Luger konstruiert.
Die Bezeichnung Parabellum rührt vom lateinischen Ausspruch Si vis pacem para bellum („Wenn du Frieden willst, bereite dich auf den Krieg vor“) her.

## Altes Modell
Georg Luger war beim Waffenhersteller Ludwig Loewe & Co. (später DWM) beschäftigt. Auf Basis der Borchardt-Selbstladepistole C93 entwickelte er eine Pistole im Kaliber 7,65 mm Parabellum, die den unterknickten Kniegelenkverschluss beibehielt, jedoch wesentlich kleiner, handlicher, funktionssicherer und allgemein praxistauglicher war. Diese erste serienmäßige Parabellumpistole erschien 1900 und wird heute auch als altes Modell bezeichnet. Sie hatte einen flachen Verschlusskopf ohne Ladeanzeiger, die Schließfeder war eine Blattfeder, die Gelenkköpfe waren asymmetrisch gefräst und hatten einen Haken, der das ungewollte Knicken des Kniegelenkes vermeiden sollte.

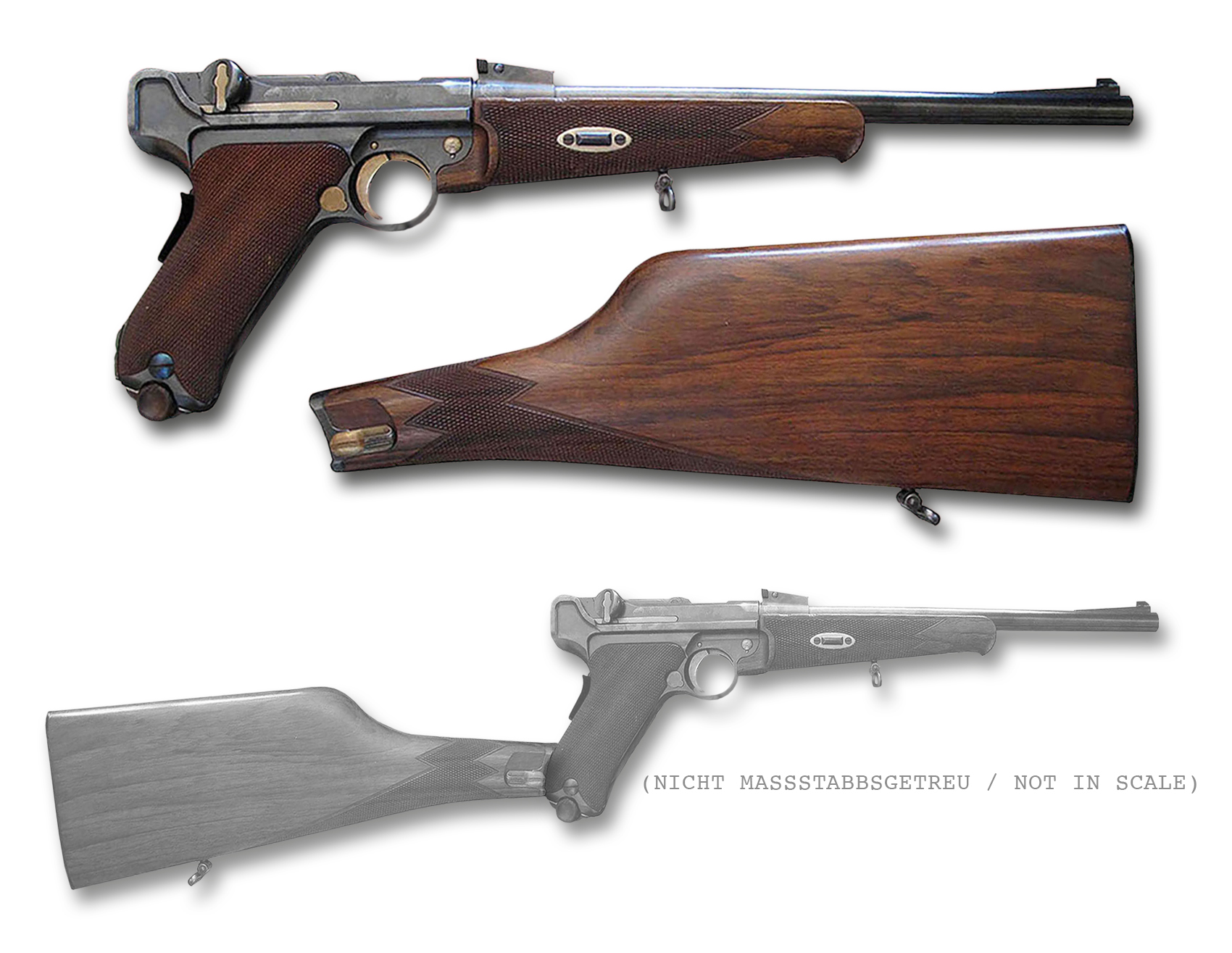
Luger Modell 1900 Pistolenkarabiner

Bereits 1900 führte die Schweizer Armee diese Parabellumpistole als Pistole Mod. 1900 ein. Alle Schweizer Parabellum-Ordonnanzpistolen hatten eine Handballensicherung und 120-mm-Läufe. Die Modelle 1900 (bis Waffennummer 5100) und 1900/06 (bis Waffennummer 15215) wurden bei DWM Berlin gefertigt. Zwischen 1918 und 1933 stellte die Waffenfabrik Bern eine Serie dieser Pistolen her (Waffennummer 15216–33089); diese Waffen entsprachen weitgehend dem Mod. 1900/06 und waren mit Waffenfabrik Bern beschriftet. Eine weiter vereinfachte Variante, das Modell 1906/29, wurde zwischen 1933 und 1946 am selben Ort in Bern hergestellt (Waffennummer 50001–77941). Es ist am vorn nicht mehr geschweiften Griff sowie der längeren Handballensicherung und den nicht geriffelten Gelenkköpfen erkennbar. Alle Modelle wurden auch für den zivilen Markt hergestellt, allerdings nur in geringer Menge.

## Neues Modell
Kurz nach ihrem Erscheinen begann Luger damit, seine Pistole konstruktiv weiter zu verbessern und zu vereinfachen (Verwendung einer Schraubenfeder als Schließfeder, Wegfall der Kniegelenksperre, Griffsicherung, Verschlussfang, Umgestaltung des Ausziehers zum Ladezustandsanzeiger, Einführung eines Modells im Kaliber 9 mm Parabellum, alternative Lauflängen 100 und 150 mm, optional: eine Nut für einen Anschlagschaft). Damit war das auf dem Zivilmarkt erfolgreiche neue Modell geboren. Das speziell für die Parabellumpistole entwickelte Kaliber 9 mm Parabellum ist heute eines der am häufigsten vorkommenden Kaliber für Pistolen und Maschinenpistolen.

Auf die Konstruktion aufmerksam geworden, begannen die Beschaffungsämter verschiedener Staaten mit der Erprobung der Parabellumpistole.

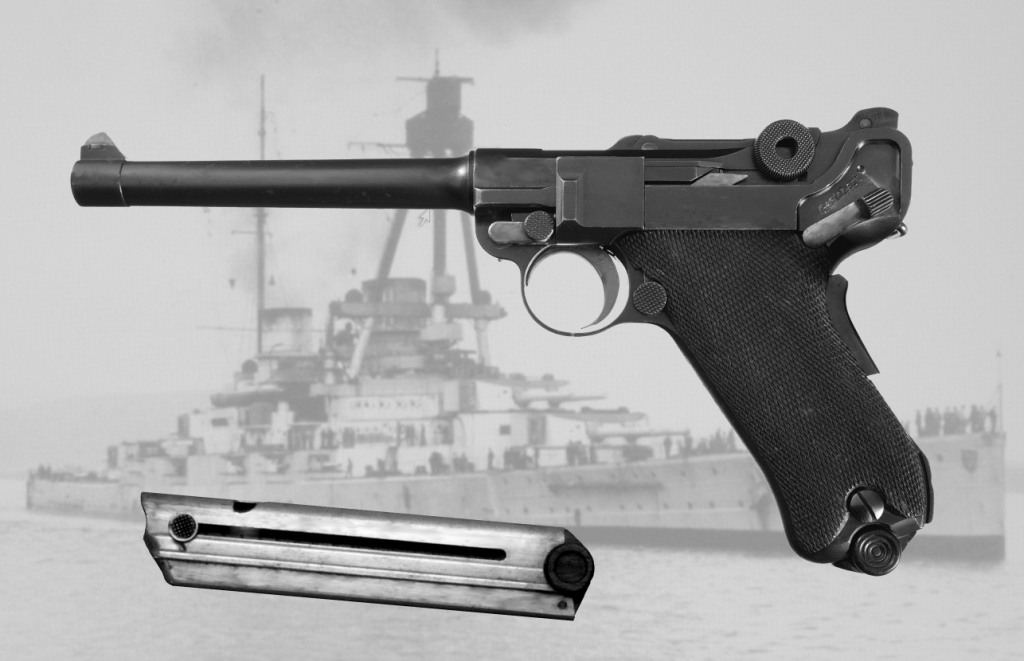
Marinepistole 04

Die Kaiserliche Marine führte 1904 eine Parabellum-Pistole im Kaliber 9 mm Parabellum (mit Anschlagbrett und 150-mm-Lauf) ein, die als Pistole 04 bekannt ist (die oft gebrauchte Bezeichnung Marine-08 ist dagegen nicht korrekt).

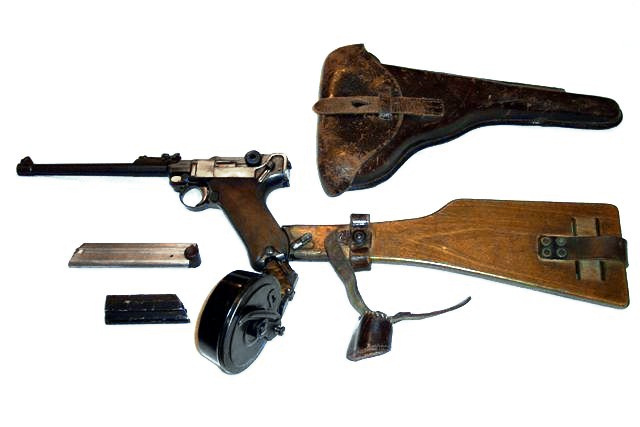
Artillerie-08 mit Trommelmagazin und Anschlagschaft

Im Jahr 1908 wurde durch Allerhöchste Kabinettsorder (A.K.O.) des Kaisers die Pistole 08 im Deutschen Reich als Ordonnanzwaffe eingeführt (100-mm-Lauf, 9 mm Parabellum). Sie wurde als Dienstpistole weltberühmt und ist noch heute populär. Während des Ersten Weltkriegs erschien zudem als leichter Karabinerersatz für Artillerie-Truppen die sogenannte Lange Pistole 08 (200-mm-Lauf, Schiebevisier, Anschlagbrett, 32-Schuss-Trommelmagazin), die im Volksmund kurz als Ari-08 bekannt ist (Ari ist das Kürzel für Artillerie im Militärjargon). Die hinter der Front stehenden Artilleristen brauchten keine Gewehre und erhielten daher bequemer zu tragende Pistolen.

## Beschreibung
Hauptcharakteristikum der Waffen ist der unterknickte Kniegelenkverschluss, der beim Schießen nach oben aufknickt, anstatt, wie sonst meist üblich, geradlinig zurückzulaufen. Daher ist die Parabellum-Pistole sehr schützensicher, weil selbst bei einer massiven Fehlfunktion dem Schützen keine Teile ins Gesicht fliegen können. Der lange, mit engsten Toleranzen geführte Rücklauf von Gabelstück und Verschluss sowie das direkt auf dem Lauf angebrachte Korn gewährleisten eine – gemessen zum Beispiel am Browning-Verschluss – außergewöhnlich hohe Eigenpräzision der Waffe. Allerdings ist der Verschluss schmutzempfindlich und erfordert hohe Herstellungspräzision. Auch die Munition muss auf die Waffe abgestimmt sein. Eine unpassende oder nicht eingeschossene Patronensorte (abhängig vom Hersteller) führt mitunter dazu, dass die Hülse nach dem Schuss nicht ausgeworfen wird, oder verursacht ein unvollständiges Rückgleiten des Verschlusses in die Ausgangsposition (Munitionsfühligkeit).

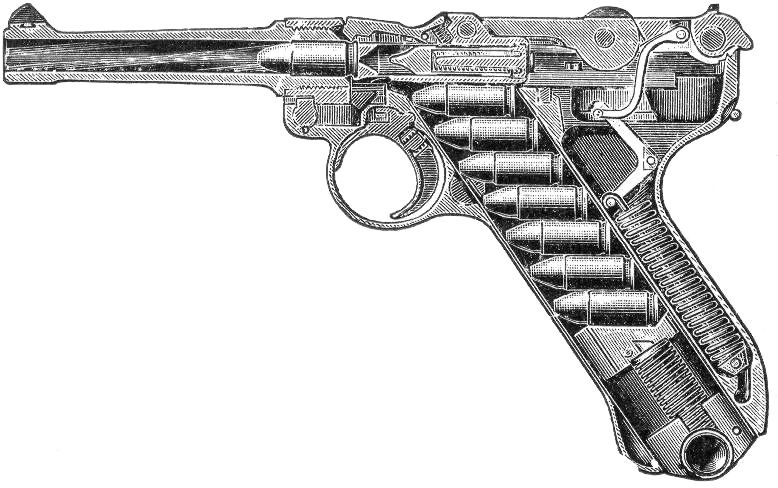
Patentzeichnung von 1904
Schematische Darstellung des Kniegelenkverschlusses der Pistole 08
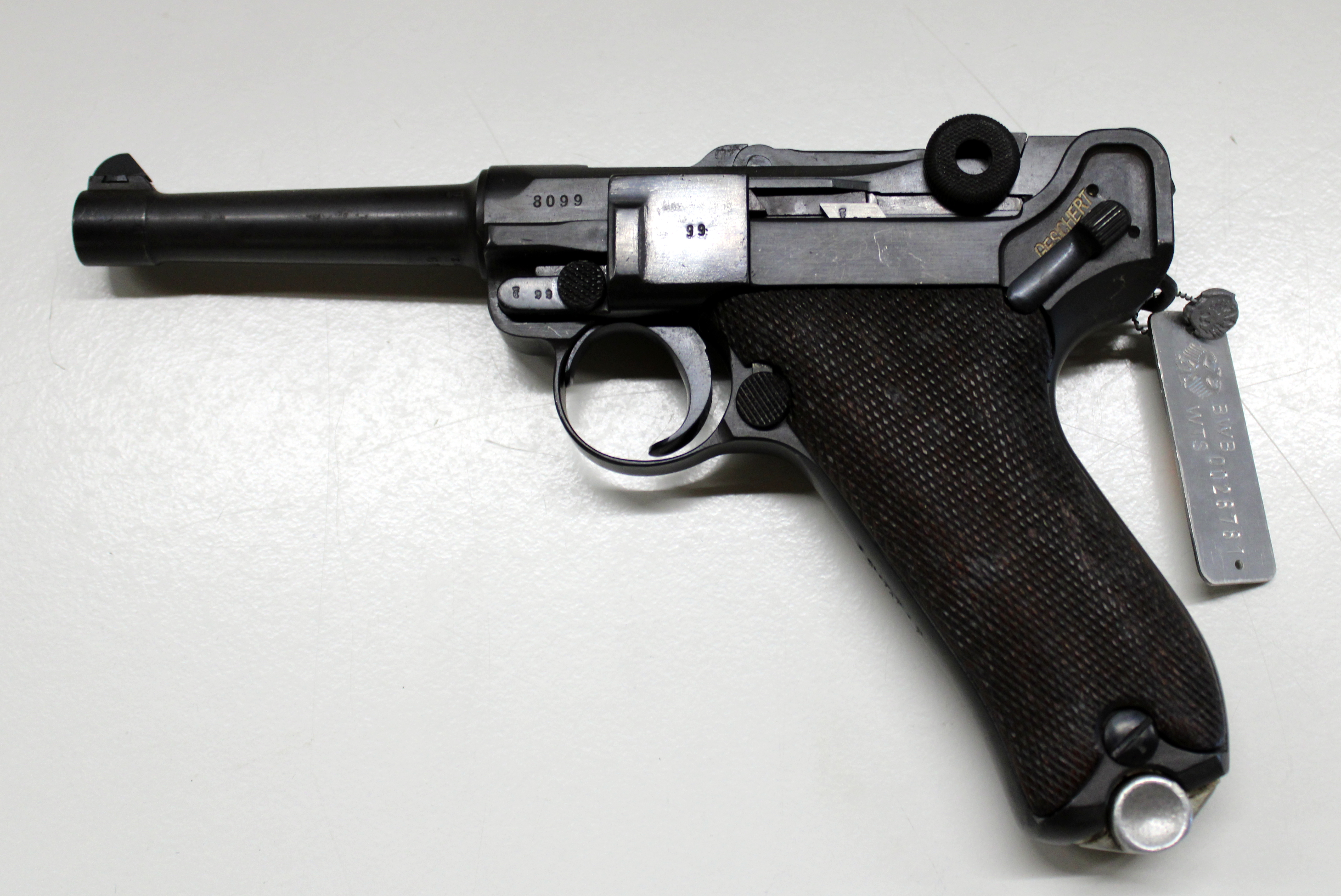
Überstreckter (geschlossener) Kniegelenkverschluss
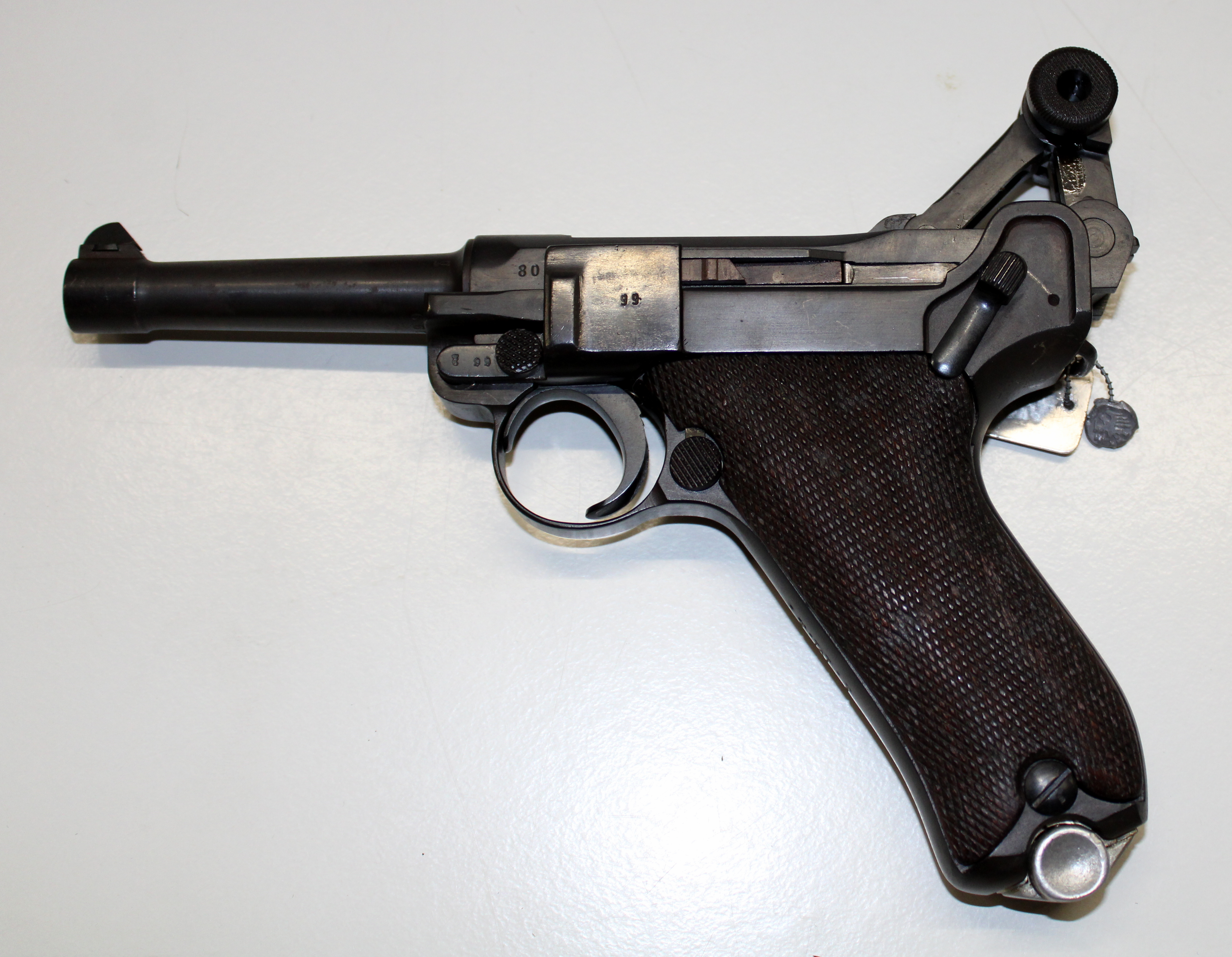
Nach oben aufgeknickter (offener) Kniegelenkverschluss

Für die Sicherheit problematisch ist, dass selbst die zerlegte Waffe noch schussfertig ist, wenn eine Patrone im Patronenlager steckt. Dies führte zu mehreren Unfällen, so dass die P 08 einen Ladestandsanzeiger bekam. Modelle, die von der Polizei beschafft wurden, erhielten zusätzlich eine Schiwy-Sicherung, die den Abzugsmechanismus blockiert, sobald die Deckplatte entfernt ist. Im Zweiten Weltkrieg wurde diese Eigenschaft der Waffe jedoch auch genutzt, indem der geladene Lauf einer zerlegten Pistole 08 verdeckt z. B. im Stiefel mitgeführt wurde, um bei Bedarf überraschend einen Schuss abgeben zu können.
Die Pistole 08 ist eine der meistgebauten Kurzwaffen. Sie wurde zunächst bei den Deutschen Waffen- und Munitionsfabriken (DWM) in Berlin, später von zahlreichen anderen Herstellern (z. B. Krieghoff mit rund 13.850 Pistolen des Modells 08) und staatlichen Waffenfabriken gefertigt. Auch eine Lizenzfertigung in Großbritannien bei Vickers ist belegt. Von 1934 bis 1942 wurde die Fertigung der Pistole 08 bei den Mauserwerken in Oberndorf am Neckar aufgebaut. Dort wurden verschiedene Ausführungen der Pistole 08 auch ab 1971 neu gefertigt, darunter als Sportwaffe mit Mikrometervisier und schwerem Match-Lauf. Bis weit in die 1980er-Jahre erschienen von Mauser regelmäßig Sondermodelle, darunter das Modell 75 Jahre Pistole 08 und eine Neuauflage der langen Pistole 08.
Parabellumpistolen – vor allem in der Version der P 08 – sind heute als Sammlerwaffen hoch begehrt. 
Auch zum Sportschießen wird die P 08 genutzt. Allerdings müssen die Waffe, das Magazin und die Munition aufeinander abgestimmt sein, damit die P 08 als zuverlässige Sportwaffe eingesetzt werden kann. Die Pistole ist als reine Kriegswaffe für den Nahkampf der Truppe entwickelt worden. Somit war eine hohe Treffgenauigkeit der Pistole nie vorgesehen. Der notorisch kriechende Abzug und der Umstand, dass militärische Parabellumpistolen auf 50 m eingeschossen sind, erfordern vom Schützen einige Erfahrung und Geduld.

## Varianten
Eine besondere Variante ist die Pistole 08 Astra, die in etwa 400 Exemplaren für den südamerikanischen Markt hergestellt wurde. Sie entsprach der Artillerie-08, hatte aber einen hölzernen Vorderschaft und konnte Dauerfeuer geben. Der deutsche Sport-, Schreckschuss- und Signalwaffenhersteller Umarex GmbH & Co. KG produziert die P08 in drei Varianten als CO2-Sport- und Freizeit-Waffe.

## Einsatzstaaten

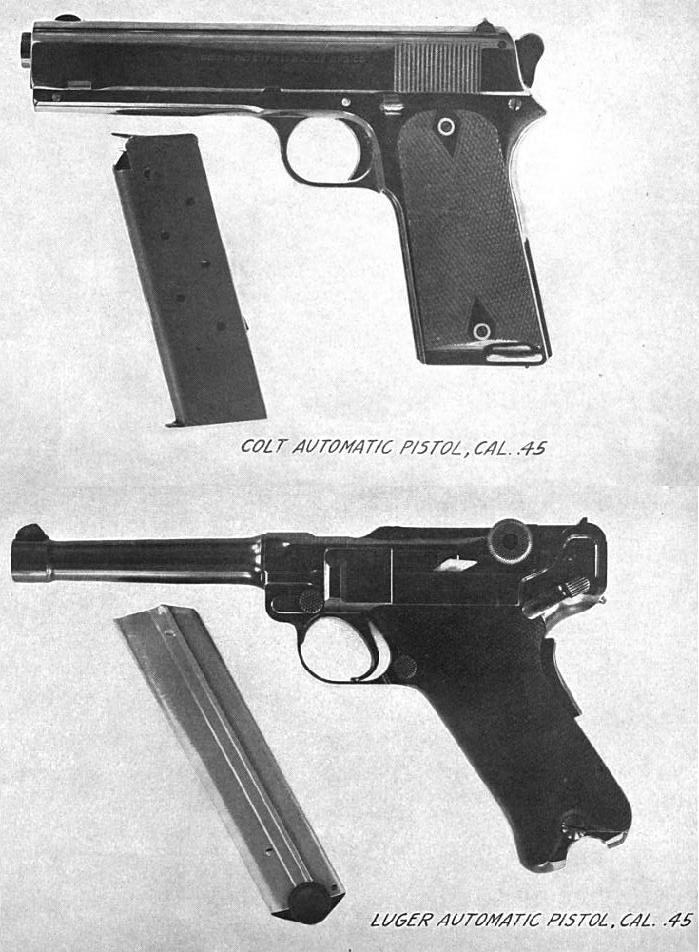
Testwaffen: Colt Modell 1905 (oben) und Parabellum (unten)

Als die Vereinigten Staaten zu Beginn des 20. Jahrhunderts Versuche zur Einführung einer Dienstpistole unternahmen, wurden auch Parabellumpistolen geprüft. Eine Parabellumpistole im Kaliber .45 Automatik unterlag dabei nur knapp dem schließlich eingeführten Colt M1911.
Die P 08 war die Standardpistole der deutschen Armee im Ersten und Zweiten Weltkrieg, wurde aber schrittweise ab 1938 durch die Walther P38 ersetzt.

## Sonstiges
- Die Redewendung 08/15 verweist nicht – wie häufig irrtümlich angenommen wird – auf diese Pistole, sondern auf ein ebenfalls zur Standardbewaffnung der deutschen Armee gehörendes Maschinengewehr MG 08 beziehungsweise dessen Nachfolger MG 08/15.